# Guel Arraes
Miguel Arraes de Alencar Filho, conhecido como Guel Arraes (Recife, 12 de dezembro de 1953), é um cineasta e diretor de televisão brasileiro.
Até 2018, atuou como diretor de dramaturgia semanal da Rede Globo, sendo portanto o responsável por todos os seriados e minisséries exibidas pela emissora. Desde então, continua contribuindo, escrevendo e dirigindo projetos para a casa.

## Biografia
Filho do ex-governador de Pernambuco Miguel Arraes, viveu exilado na Argélia com sua família no período da ditadura militar. Em 1972, matriculou-se na Universidade de Paris, no curso de antropologia, e ingressou no Comitê do Filme Etnográfico, dirigido por Jean Rouch, mestre do cinema verdade. Lá, trabalhou como projecionista, arquivista e montador. Guel entrou para a Rede Globo em 1981 como codiretor da novela Jogo da Vida, de Silvio de Abreu. Dirigiu as novelas Guerra dos Sexos (1983) e Vereda Tropical (1984) e, no ano seguinte, dirigiu a série Armação Ilimitada, grande sucesso da TV brasileira.

### Vida pessoal
Em 1993 nasceu sua filha Luisa Arraes, de seu casamento com a conterrânea Virginia Cavendish, atriz e diretora de cinema. Em 2001, Guel e a esposa se separaram, após terem sido casados por dez anos. A separação não impediu que Guel fosse convidado por ela para dirigi-la em Lisbela e o Prisioneiro, filme em que ela estava produzindo e no qual atuaria. Foi casado de 2003 até 2019 com Carolina Jabor, filha de Arnaldo Jabor.

## Filmografia

### Como diretor
- 1986 - 1988 Armação Ilimitada
- 1988 - TV Pirata
- 1991 - Doris para Maiores
- 1997 - A Comédia da Vida Privada
- 2000 - O Auto da Compadecida
- 2001 - Caramuru - A Invenção do Brasil
- 2003 - Lisbela e o Prisioneiro
- 2008 - Romance
- 2010 - O Bem Amado
- 2010 - Papai Noel Existe - Escritor
- 2011 - Esquenta!
- 2024 - Grande Sertão
- 2024 - O Auto da Compadecida 2
- 2024 - A Fábrica de Sonhos

### Como produtor
- 2000 - O Auto da Compadecida
- 2001 - Caramuru - A Invenção do Brasil
- 2003 - Lisbela e o Prisioneiro
- 2003 - Os Normais - O Filme
- 2004 - Meu Tio Matou um Cara
- 2005 - O Coronel e o Lobisomem

### Como roteirista
- 2025 - A Fábrica de Sonhos

### Como criador
- 2012 - Encontro com Fátima Bernardes
- 2025 - A Fábrica de Sonhos

## Premiações
- Prêmios de Melhor Diretor e Melhor Roteiro, no Grande Prêmio Cinema Brasil, por O Auto da Compadecida (2000);
- Prêmio do Público, no Festival de Cinema Brasileiro de Miami, por O Auto da Compadecida (2000);

- Prêmio EPFTV: melhor direção por O Auto da Compadecida, em 1999; melhor humorístico por Os Normais em 2001 e novamente em 2002; melhor humorístico por A Grande Família no ano de 2003 e indicado ao prêmio de melhor roteiro adaptado por Ó Paí Ó em 2008.